# Zamek krzyżacki w Elblągu
Zamek krzyżacki w Elblągu – zamek usytuowany w Elblągu. Mieścił się w południowo-zachodniej części miasta, istniał do roku 1454.
W latach 1251–1309 był najważniejszym zamkiem krzyżackim w całych Prusach. Do 1309 roku pełnił funkcję siedziby mistrza krajowego pruskiego oraz krajowej kapituły generalnej zakonu krzyżackiego. W tym samym roku zyskał także pozycję jako siedziba wielkiego szpitalnika, pełniącego również rolę komtura.

## Historia

### Początki

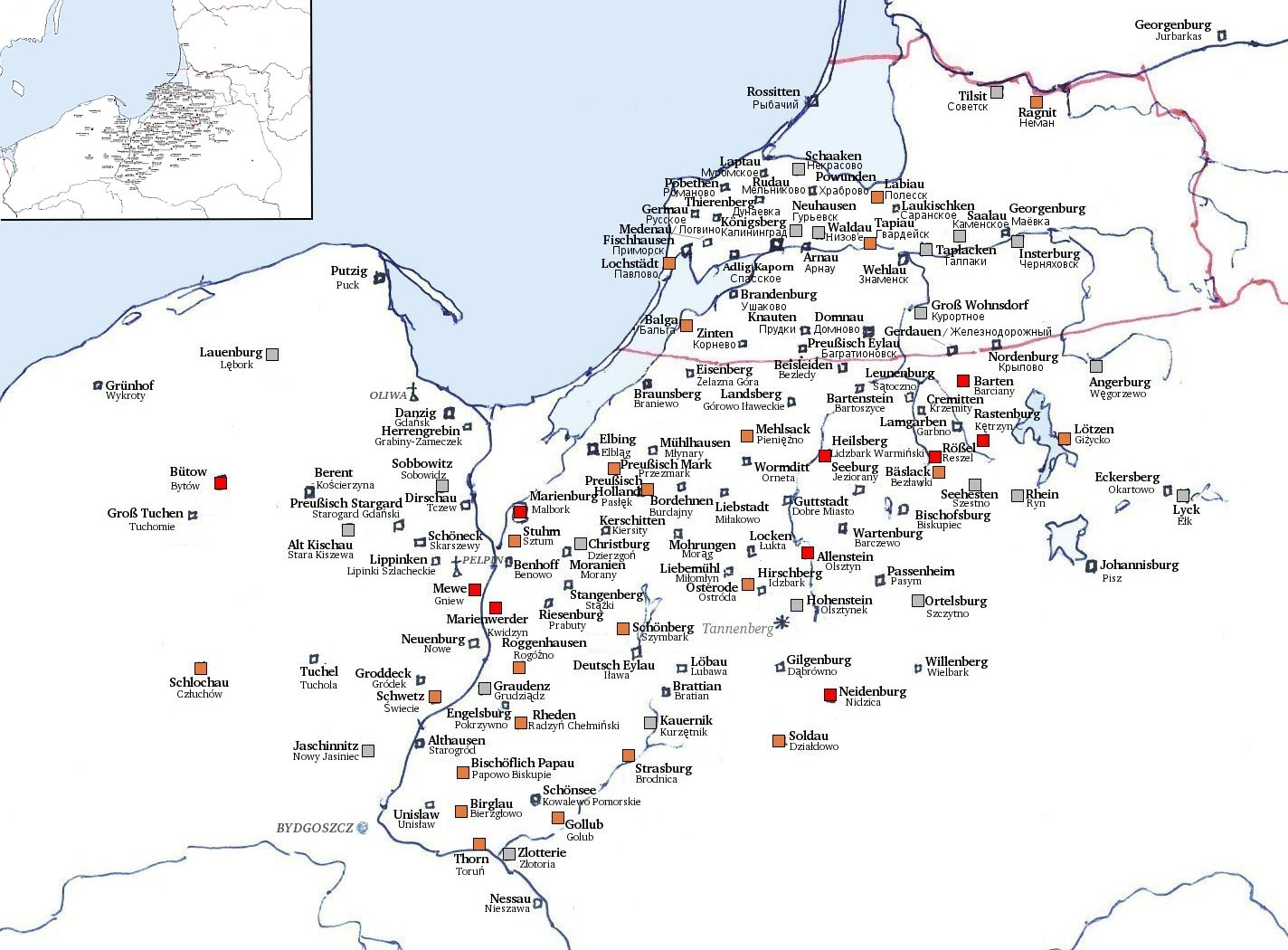
Położenie zamku w Elblągu i pozostałych zamków krzyżackich

Według kroniki Nikolausa von Jeroschin, po zdobyciu Pomezanii, bracia zakonni rozpoczęli wojnę z Pogezanami od spławienia materiałów do budowy zamku, na łąkę w pobliżu miejsca, gdzie rzeka Elbląg wpada do Zalewu Wiślanego. Oryginalna twierdza miała jednak zostać zniszczona przez pogan, a następnie odbudowana już po zakończeniu walk. Zamek w Elblągu powstał w 1237 roku, po zdobyciu zachodnich ziem Pogezanii. Zgodnie z przekazem Piotra z Dusburga materiał na budowę zamku przygotowano zawczasu w Marienwerder. Średniowieczne teksty twierdzą także, że od razu ziemno-drewnianą fortecę zasilono także cywilnymi osadnikami z Lubeki.
Współczesne badania archeologiczne nie potwierdziły jednak, by na tradycyjnie wskazywanej łące, zwanej później Herrenpfeil, faktycznie miał stać zamek. Nie ma również dowodów archeologicznych na, postulowaną przez niektórych autorów, ciągłość między zamkiem i wyrosłą wokół niego osadą w Elblągu a wczesnośredniowiecznym emporium handlowym Truso.
W każdym razie już w 1238 roku niedaleko od fortecy miał powstać klasztor dominikanów, a w latach 1239–1240 rozpoczęła się budowa nowego zamku, tym razem z cegły i z kamienia. Prace nad murowaną twierdzą trwały do roku 1242 lub też do 1260. Elbląg miał stać się rezydencją wielkiego mistrza zakonu krzyżackiego, wobec czego zaplanowano również budowę ogromnego jak na owe czasy kościoła św. Andrzeja, wspartego o romańskie kolumny. W kościele znalazły się relikwie Krzyża Prawdziwego, podarowane w roku 1232 Hermannowi von Salza przez cesarza rzymskiego (w dziewięć lat później papież Grzegorz IX przyznał dziesięciodniowy odpust zupełny każdemu krzyżowcowi, który odwiedzi relikwie krzyża na elbląskim zamku). Cywilne podgrodzie jeszcze w 1240 roku miało otrzymać prawo lubeckie, jednak jego zatwierdzenie przez zakon nastąpiło dopiero w sześć lat później. Z tego okresu zachowała się również pieczęć miejska Elbląga, najstarsza z zachowanych pieczęci miast hanzeatyckich, przedstawiająca statek pod pełnymi żaglami, a także odkopane już w XXI wieku fundamenty części wczesnych domów mieszczańskich i zakładów produkcyjnych. Do końca stulecia miasto nawiązało kontakty handlowe z Francją i Anglią.

### Znaczenie
W XIII wieku rozrastający się zamek i osada służyły państwu zakonu krzyżackiego jako baza wypadowa podczas podboju plemion pogańskiej Warmii. W latach 1251–1309 zamek, gdzie odbywały się obrady kapituły krajowej zakonu, służył też za de facto polityczną stolicę państwa. Stracił taką pozycję z chwilą przeniesienia siedziby wielkiego mistrza zakonu do Malborka w 1309 roku. Mimo to pozostał jednym z najważniejszych twierdz w państwie jako siedziba wielkiego szpitalnika. Na miejscu pozostała również jedna z trzech mennic w państwie krzyżackim.
W 1386 roku na zamku na stałe stacjonowało 152 braci zakonnych ze sługami. Na wypadek oblężenia obiekt był dobrze zaopatrzony, w piwnicach znajdowało się m.in. pół beczki śledzi, siedem beczek dorsza, dwie beczki oliwy, 30 półtusz wołowych, dwie tusze baranie, 42 porcje wieprzowiny, 12 pęt kiełbasy, dwie beczki soli, wiele beczek piwa i przeszło 5,5 tys. serów.
W trakcie wielkiej wojnie Polski i Litwy z zakonem krzyżackim zamek w Elblągu został przejęty przez mieszkańców. Pełnię władzy zyskała wówczas Rada Miejska, a miasto złożyło hołd Władysławowi Jagielle (22 lipca 1410). Gdy jednak wojska polsko-litewskie wycofały się z zajętych terenów, załoga krzyżacka powróciła, we wrześniu tego samego roku. 
W 1440 roku w zamkowych piwnicach znajdowało się m.in. 430 beczek piwa, cztery miodu, 1600 beczek smalcu, 428 półtusz wołowych, wieprzowych i ozorów, pół beczki masła, dwie i pół beczki marynowanego mięsa i duża ilość soli, jednak garnizon zmniejszył się do ok. 40 braci wraz ze sługami. Jeszcze dziesięć lat później garnizon zamku wspomagało jednak 59 dział, a w magazynach znajdowało się m.in. 12 i pół beczki prochu, dwie saletry, 36000 strzał, 21 żelaznych hełmów, 17 pancerzy i siedem par rękawic. W kolejnym roku garnizon zamku odnotowano jako 41 braci zakonnych, z czego czterech księży i pięciu w zamkowym szpitalu.

### Zburzenie
W 1454 roku twierdza przestała istnieć. Po wybuchu ogólnokrajowego powstania Związku Pruskiego, 6 lutego krzyżacki zamek został zaatakowany. Zajęto go po sześciu dniach (załodze pozwolono odejść do Malborka) i z rozkazu Rady Starego Miasta zburzono. Przez następne sto lat pozostał w stanie ruiny, zaś pewne jego fragmenty (mury obronne, baszty i kilka budynków) została w całości rozebranych dopiero w końcu XVIII wieku. Do dzisiaj przetrwały tylko szczątki urządzeń obronnych obiektu. Część zabudowy podzamcza jeszcze w XV wieku władze miasta przekazały brygidkom, w rękach których pozostały do 1520 roku. Piętnaście lat później budynki te stały się siedzibą Gimnazjum Elbląskiego (współcześnie działa w nich Muzeum Archeologiczno-Historyczne w Elblągu).
W roku 1914 i ponownie w 1919 na terenie dawnego zamku prowadzono prace archeologiczne; w ramach wykopalisk odkryto m.in. dużą ilość detali architektonicznych, w tym bogato zdobiony portyk z motywem mądrych i głupich panien, prawdopodobnie służący za inspirację twórcy podobnego portyku w kościele zamkowym w Malborku.

### Stan obecny
Do czasów obecnych zachowały się pozostałości północnego podzamcza, w tym piwnice, XIV-wieczny browar, fragment murów i baszty. Na piwnicach zachodniego skrzydła zamku znajduje się budynek z 1521 posiadający skromne, renesansowe formy. Przebudowany w 1599 początkowo pełnił funkcję klasztoru Brygidek, a następnie gimnazjum, a obecnie muzeum. Przed budynkiem relikt zamku wysokiego w formie kolumny.

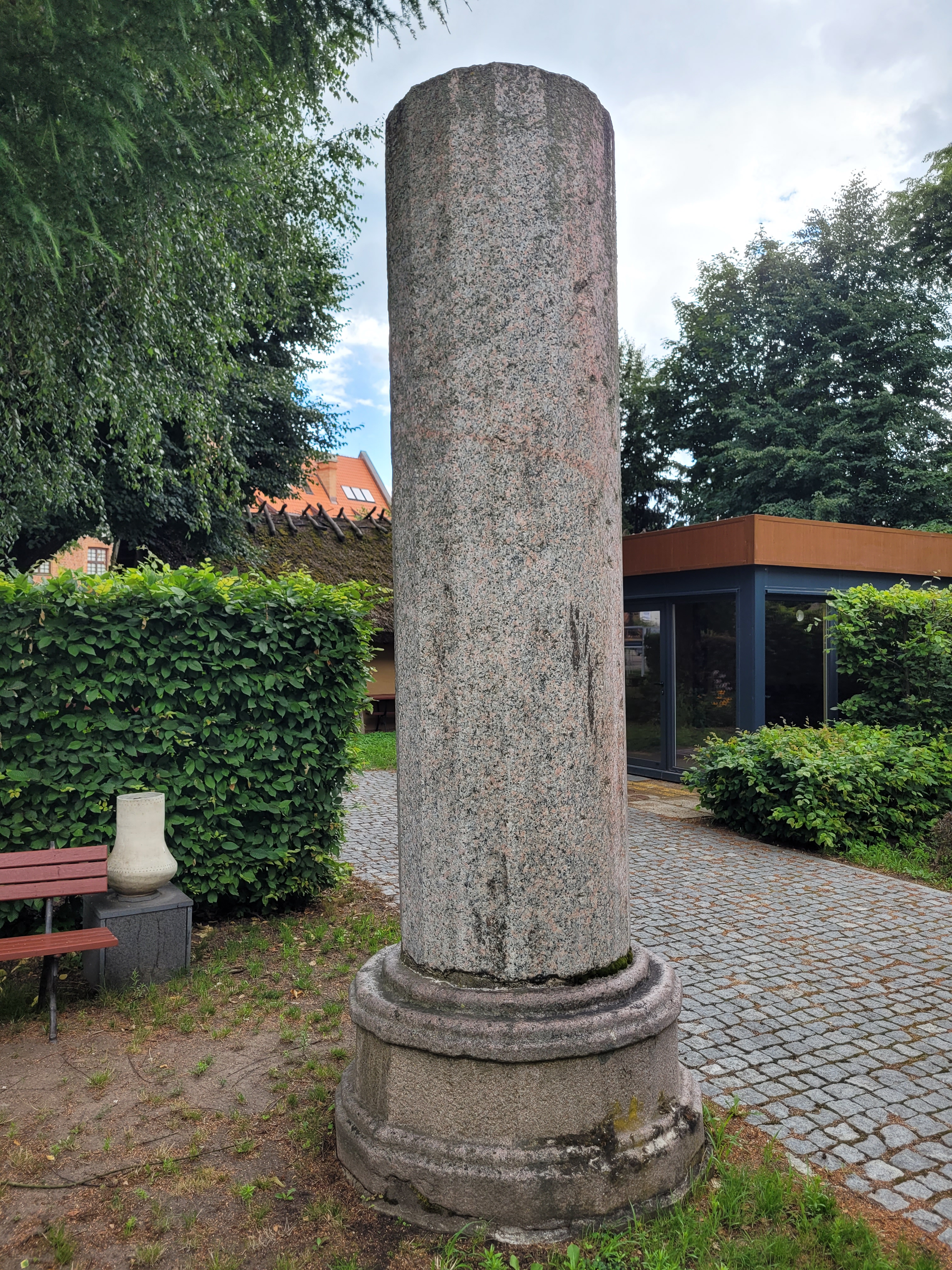
Kolumna z zamku
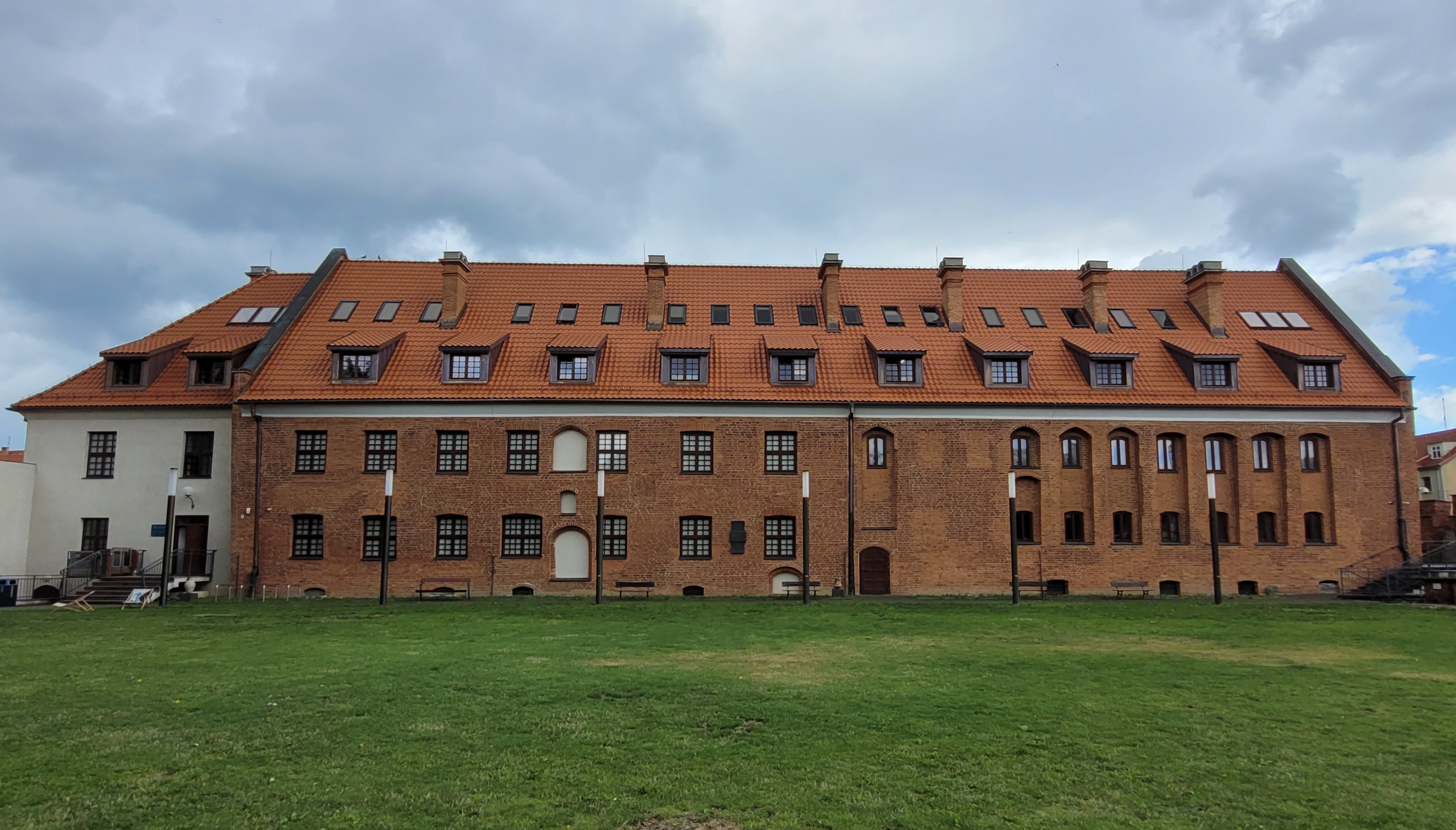
Browar na przedzamczu zamku
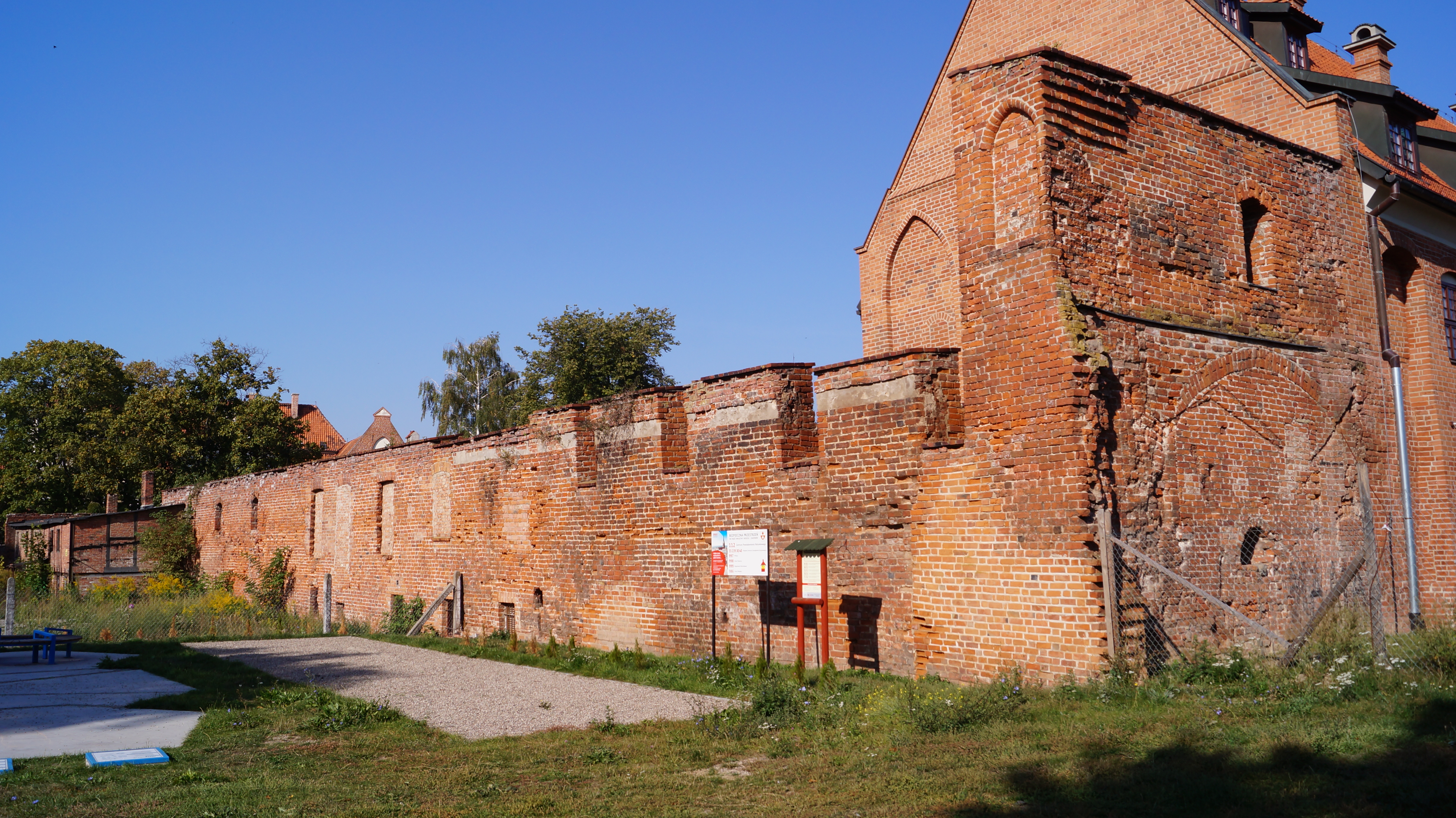
Fragment muru i wieży przedzamcza
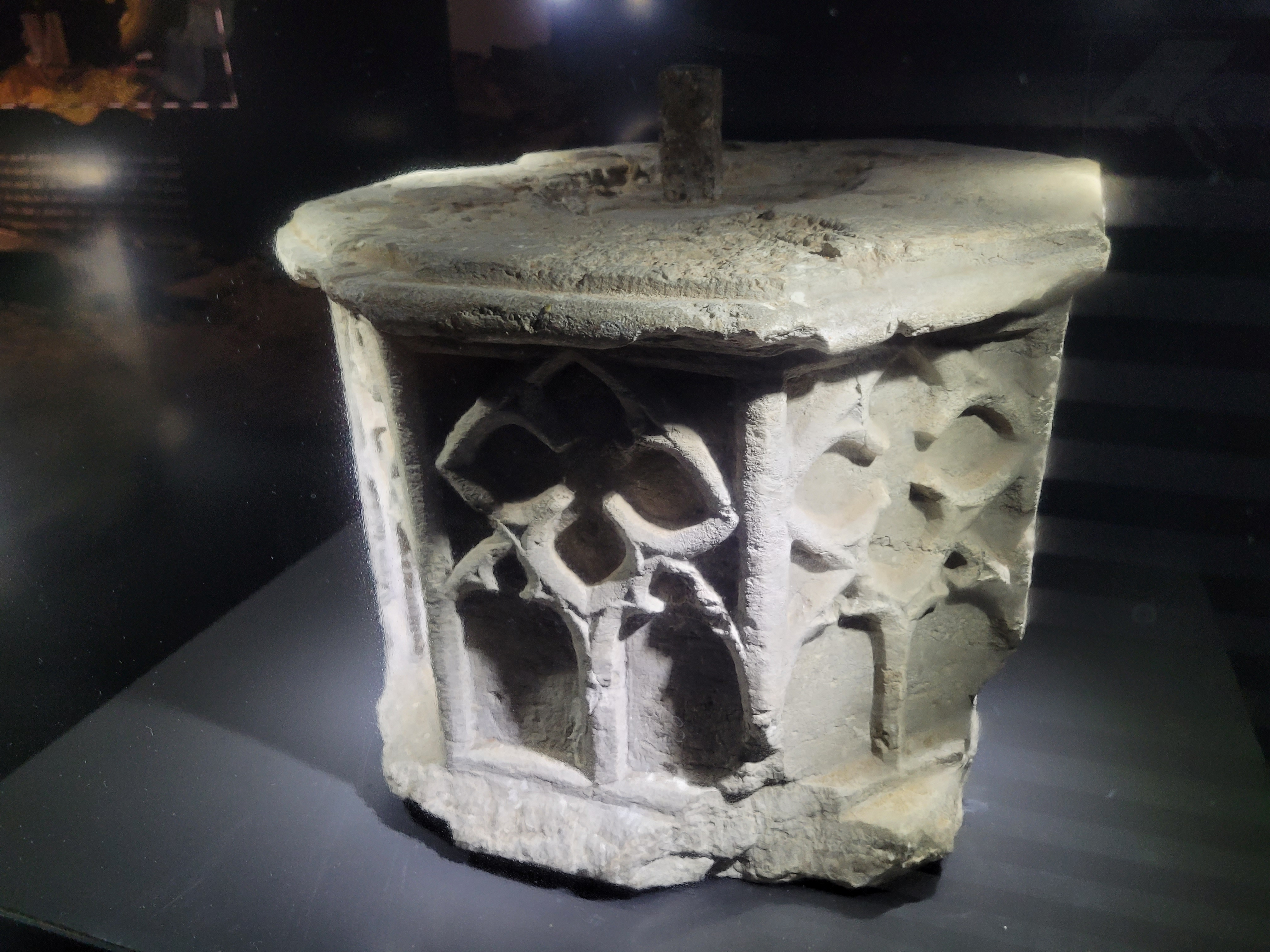
Kapitel z zamku